# HATSouth
HATSouth, acronyme de l'anglais Hungarian-made Automated Telescope Network-South, est un réseau de télescopes automatisés et homogènes capable de monitorer 24 heures sur 24, durant toute l'année, les positions d'objets célestes sur l'intégralité du ciel austral.
Il emploie trois paires de télescopes situées respectivement à l'observatoire de Las Campanas (Chili), au HESS (Namibie) et à l'observatoire de Siding Spring (Australie).

## Historique des découvertes
Le HATSouth survey a permis la découverte de dix exoplanètes.